# Xindl X

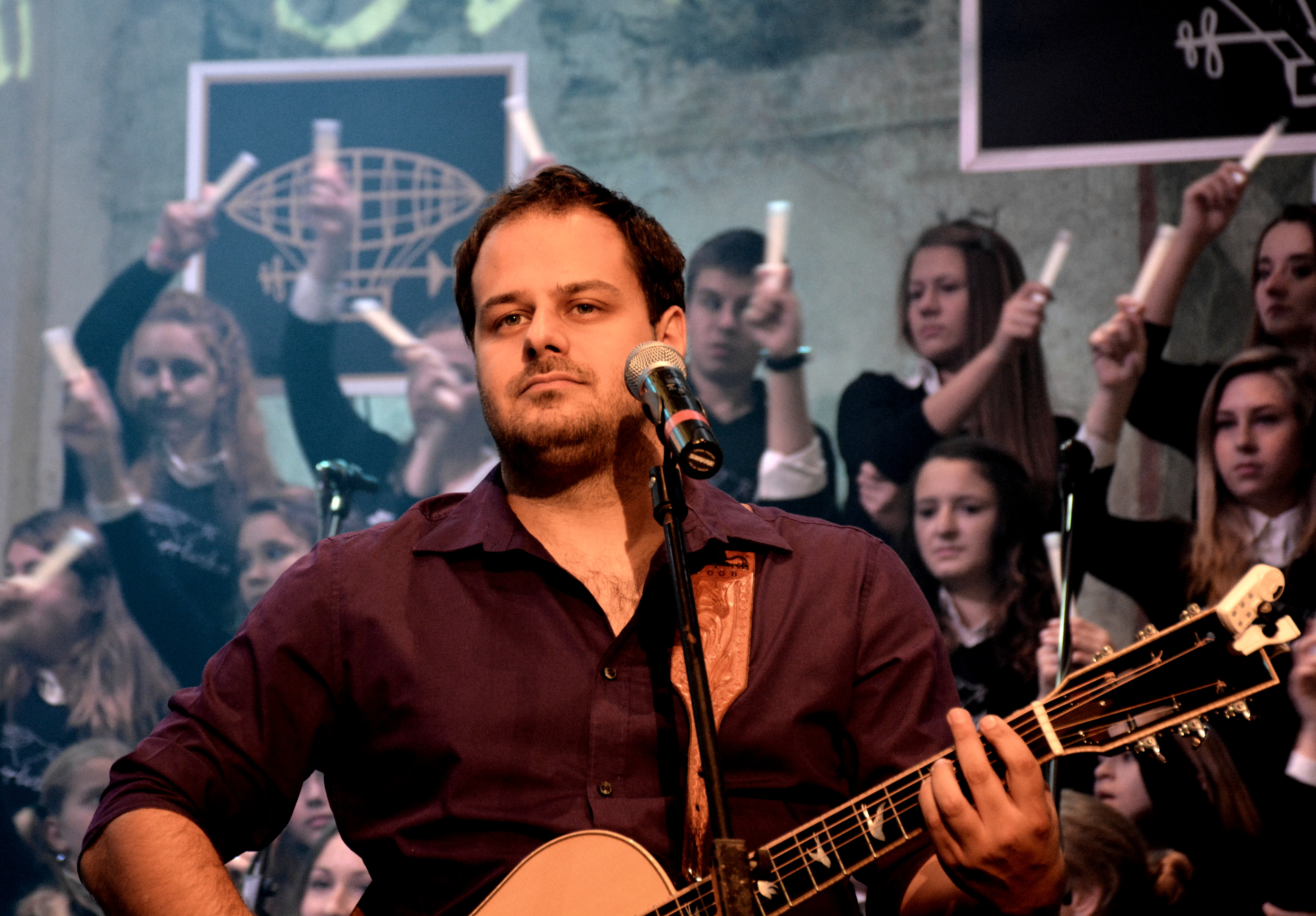
Na pražském koncertě pro Světlušku (2014)

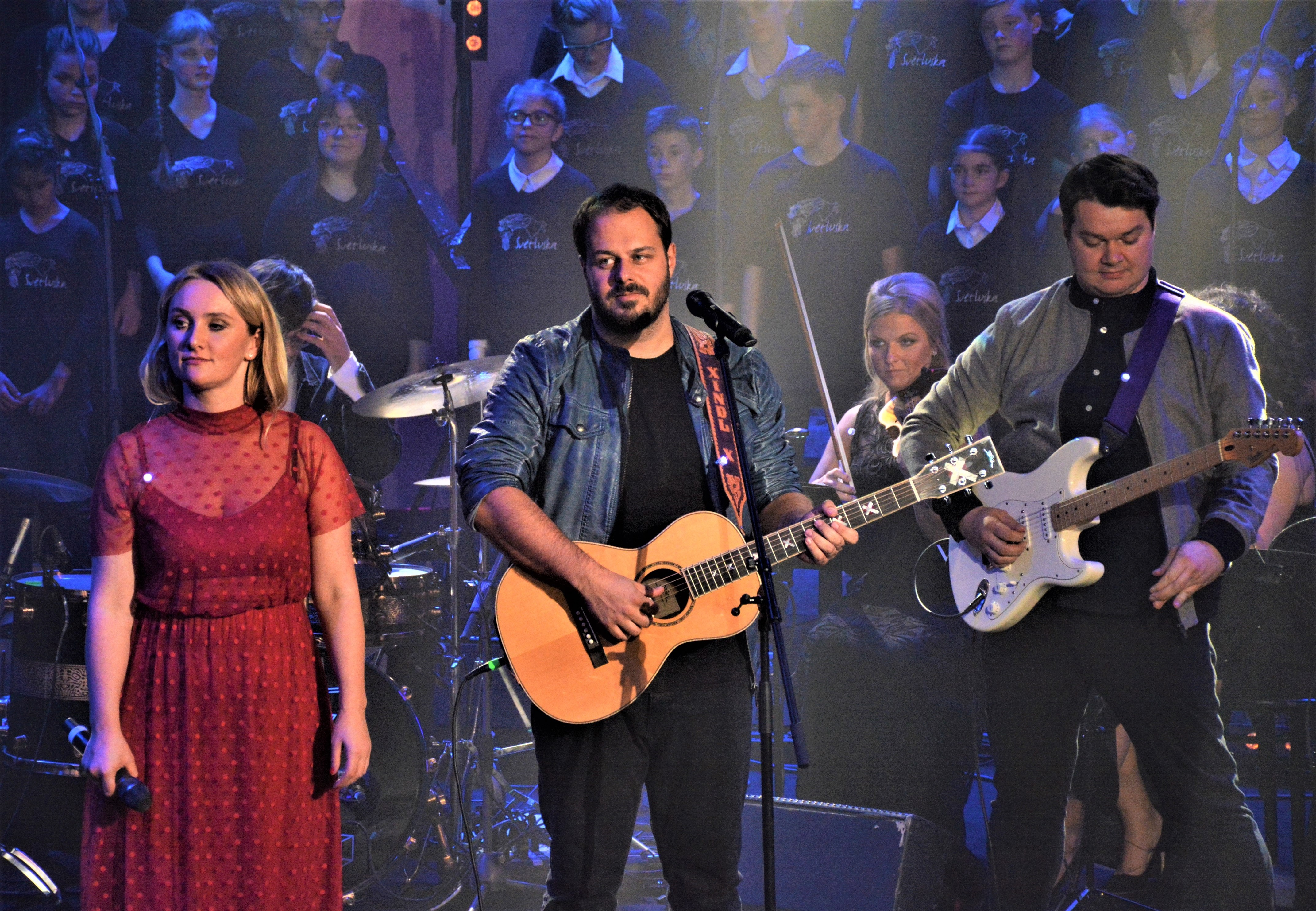
Koncert pro Světlušku (2018)

Xindl X, vlastním jménem Ondřej Ládek (* 16. srpna 1979 Praha), je český zpěvák, písničkář, hudebník a scenárista.

## Biografie
V roce 2007 zvítězil s písní Mamut v soutěži Česko hledá písničku. V roce 2008 získal ocenění Autorská Porta za píseň Dysgrafik, na festivalu Zahrada zvítězil v písničkářské kategorii a v soutěži Inkubátor pořádané serverem iLegalne.cz zvítězil s písní „Styky“ v kategorii pop. Jeho píseň „Anděl“ byla v roce 2008 nejhranější písní na serveru Bandzone.cz.
Dne 2. září 2008 vydal debutové album Návod ke čtení manuálu, za které získal nominaci na cenu České hudební akademie Anděl v kategorii folk a country. Singl z alba Anděl získal o rok později tutéž nominaci v kategoriích píseň roku a videoklip roku. V roce 2008 také nahrál a nazpíval na hudbu Tomáše Poláka ze skupiny Mig 21 čtyři písně pro film Vy nám taky, šéfe!
V roce 2010 vydal album Praxe relativity, které obsahovalo singly Chemie, Nejlepší kuchař a Láska v housce (který nazpíval s Olgou Lounovou). Píseň Láska v housce získala nominaci na Anděla za nejlepší klip i píseň. Xindl X byl ten rok také nominován na zpěváka roku a získal ocenění Skokan roku v anketě Český slavík.
V roce 2011 spolu s kapelou The Tap Tap nazpíval hit Řiditel autobusu.
V roce 2012 vydal desku Láska, z níž pochází singly Zlato, Štědrý večer nastal, Dočasná svatá a Casio.
Dne 18. dubna 2014 vydal novou desku Čecháček Made, z níž pochází singly Barbína, Čecháček a Totáček, V blbým věku a Cudzinka v tvojej zemi (duet s Mirkou Miškechovou). Píseň V blbým věku získala nominace na Anděla za píseň a za videoklip roku.
Roku 2016 vydal album s názvem Kvadratura záchranného kruhu. Album obsahuje singly Na vodě a Popelka.
Xindlova deska Sexy Exity je z roku 2018. Jsou na ní písničky Alenka, Byznys, Dřevo atd.
Terapie je sedmé album z roku 2021. Bylo natočeno ve studiu DC Sound v produkci Dalibora Cidlinského Jr.
Obsahuje stejnojmenný song, dále hit Lovec perel, aj.
Od února 2014 má na Hitradiu svůj pořad Xindloviny, v rámci něhož skládá písně reagující na aktuality nebo na dopisy diváků. V rámci pořadu vznikly například skladby Zdravíme vás, pane prasidente nebo Nesem vám EET.
Na koncertech vystupuje sám s kytarou nebo s doprovodnou kapelou ve složení Emil Valach – bicí, Lukáš Bundil – kytara, Jan Cidlinský – baskytara, Dalibor Cidlinský Jr. – klávesy, banjo, kytara.
Pod svým skutečným jménem Ondřej Ládek působí také jako filmový a televizní scenárista. Je autorem námětu a spoluautorem scénáře filmu Restart (spolu s režisérem Juliem Ševčíkem). Je spoluautorem námětu seriálu Comeback a spoluautorem scénářů k jeho prvním patnácti dílům. Je autorem divadelní hry Dioptrie růžových brýlí, která se šest let hrála ve Švandově divadle na Smíchově. Spolu s Monikou Šimkovičovou napsal knihu Bruno v hlavě, která vyšla v roce 2010.
Také se věnuje skládání písní pro filmy a divadlo.
V roce 2011 napsal spolu s Daliborem Cidlinským Jr. na libreto Pavla Kohouta hudbu k muzikálu Cyrano! Cyrano! Cyrano! Poslední Roxanin sen pro Divadlo na Vinohradech, za niž obdržel nominaci na Cenu Alfréda Radoka. V roce 2016 složil pět písní pro televizní pohádku Pravý rytíř. Jeho texty a hudba by měly zaznít v připravovaném filmovém muzikálu Raportér, projektu režiséra Jakuba Sommera.[nedostupný zdroj]
V roce 2019 se zúčastnil taneční soutěže StarDance, ve které skončil na 8. místě.

### Osobní život
Jeho partnerkou byla Olga Lounová, v roce 2011 se rozešli. V následujícím roce si vzal svoji přítelkyni Moniku, mají dvě děti, dceru Alici a syna Mikuláše.

## Diskografie
- Návod ke čtení manuálu, 2008
- Praxe relativity, 2010
- Xpívánky, 2011
- Láska, 2012
- Čecháček Made, 2014
- G2 Acoustic Stage, 2014
- Kvadratura záchranného kruhu, 2016
- Sexy Exity, 2018
- Terapie, 2021
- Fén X, 2024

## Singly
| Rok  | Singl                                             | Umístění | Umístění | Album                        |
| Rok  | Singl                                             | Top 100  | Top 50   | Album                        |
| ---- | ------------------------------------------------- | -------- | -------- | ---------------------------- |
| 2008 | „Anděl“                                           | 6        | 1        | Návod ke čtení manuálu       |
| 2008 | „Dysgrafik“                                       | 20       | 3        | Návod ke čtení manuálu       |
| 2010 | „Chemie“                                          | 19       | 3        | Praxe relativity             |
| 2010 | „Láska v housce (feat Olga Lounová)“              | 1        | 1        | Praxe relativity             |
| 2012 | „Štědrej večer nastal“                            | 6        | 1        | Láska                        |
| 2012 | „Casio“                                           | 20       | 3        | Láska                        |
| 2014 | „Barbína“                                         | 8        | 2        | Čecháček Made                |
| 2014 | „Čecháček a Totáček“                              | 35       | 6        | Čecháček Made                |
| 2014 | „V blbým věku“                                    | 1        | 1        | Čecháček Made                |
| 2014 | „Cudzinka v tvojej zemi (feat Mirka Miškechová)“  | 1        | 1        | Čecháček Made                |
| 2016 | „Na Vodě“                                         | 5        | 1        | Kvadratura záchranného kruhu |
| 2016 | „Popelka“                                         | 1        | 1        | Kvadratura záchranného kruhu |
| 2017 | „Mýval“                                           | 29       | 37       | Kvadratura záchranného kruhu |
| 2018 | „Věčně nevěrná feat Sabina Křováková“             | 8        | 2        | Sexy Exity                   |
| 2018 | „Byznys“                                          | 35       | 6        | Sexy Exity                   |
| 2018 | „Dřevo“                                           | 1        | 1        | Sexy Exity                   |
| 2018 | „Nejlepší zvukař je playback (feat Petr Luftner)“ | 1        | 1        | Sexy Exity                   |
| 2019 | „Alenka“                                          |          |          | Sexy Exity                   |
| 2019 | „Volnoběh“                                        |          |          |                              |
| 2020 | „Roušky“                                          |          |          |                              |
| 2020 | „Něco je ve vzduchu“                              |          |          |                              |
| 2020 | „Růžový brejle“                                   |          |          |                              |
| 2021 | „Má chata, můj hrad“                              |          |          | Terapie                      |
| 2021 | „SebeLoveSong“                                    |          |          | Terapie                      |
| 2021 | „Terapie“                                         |          |          | Terapie                      |

## Hostující
| Rok  | Singl                                                                              | Umístění | Umístění | Album |
| Rok  | Singl                                                                              | Top 100  | Top 50   | Album |
| ---- | ---------------------------------------------------------------------------------- | -------- | -------- | ----- |
| 2011 | „Řiditel autobusu“ (The Tap Tap feat. Vojta Dyk, Xindl X a Dan Bárta)              |          |          |       |
| 2011 | „Digihrách“ (Kryštof feat. Xindl X)                                                |          |          |       |
| 2012 | „Elita“ (Eddie Stoilow feat. Xindl X)                                              |          |          |       |
| 2016 | „Léto lásky“ (Summer All stars (Chinaski, Jelen, Xindl X, Miro Žbirka) feat. Slza) | 20       | 7        |       |